# The 42
El The 42 es un rascacielos en Calcuta, India. Las obras de construcción comenzaron en 2012 y se terminó en 2019. Alcanzó una altura de 249 metros y 65 pisos, siendo en su momento el edificio más alto de India.

## Galería de imágenes

El edificio en construcción en 2015 visto desde Chowringhee Road.
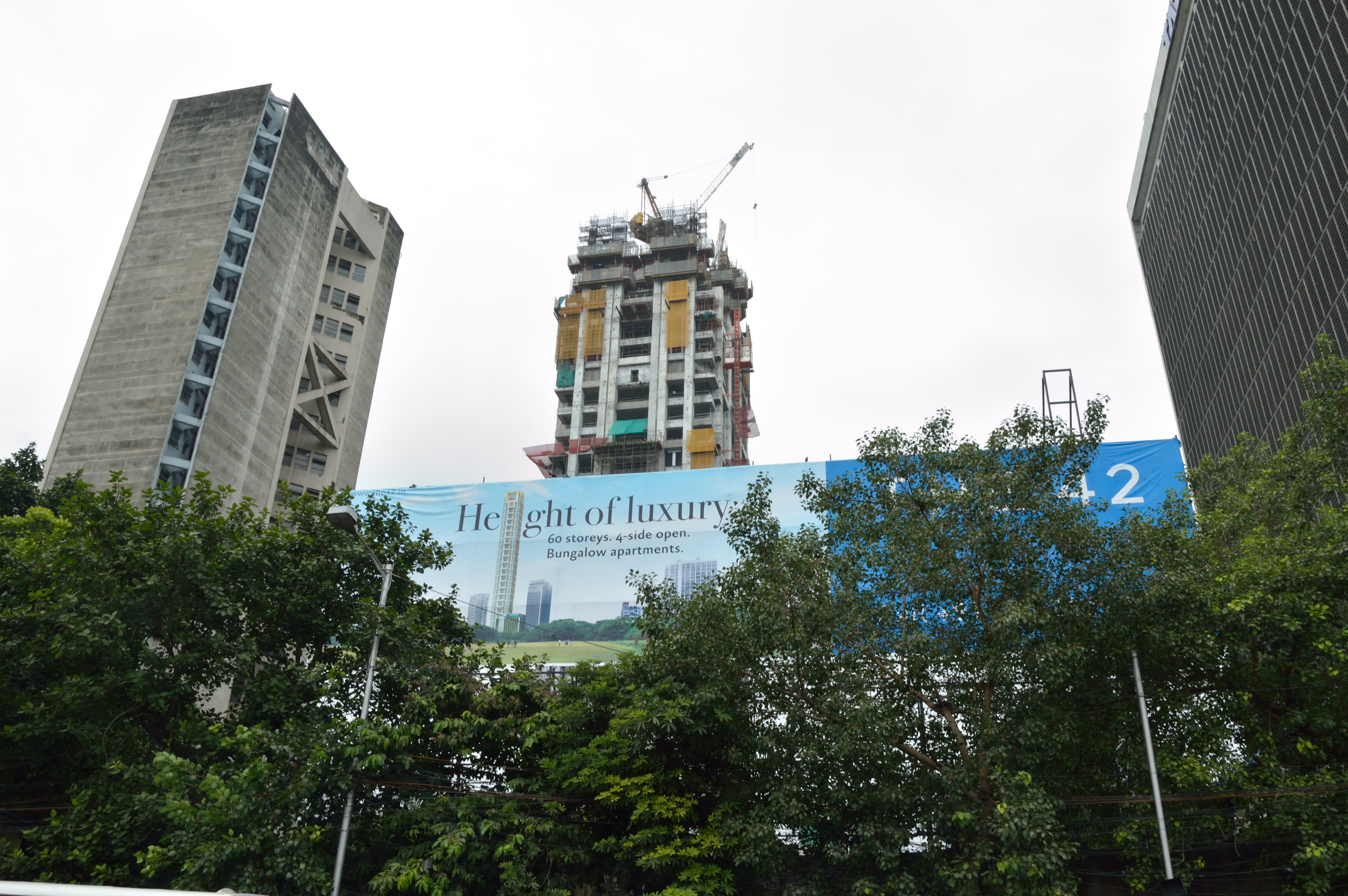
Estado de la construcción en agosto de 2015.
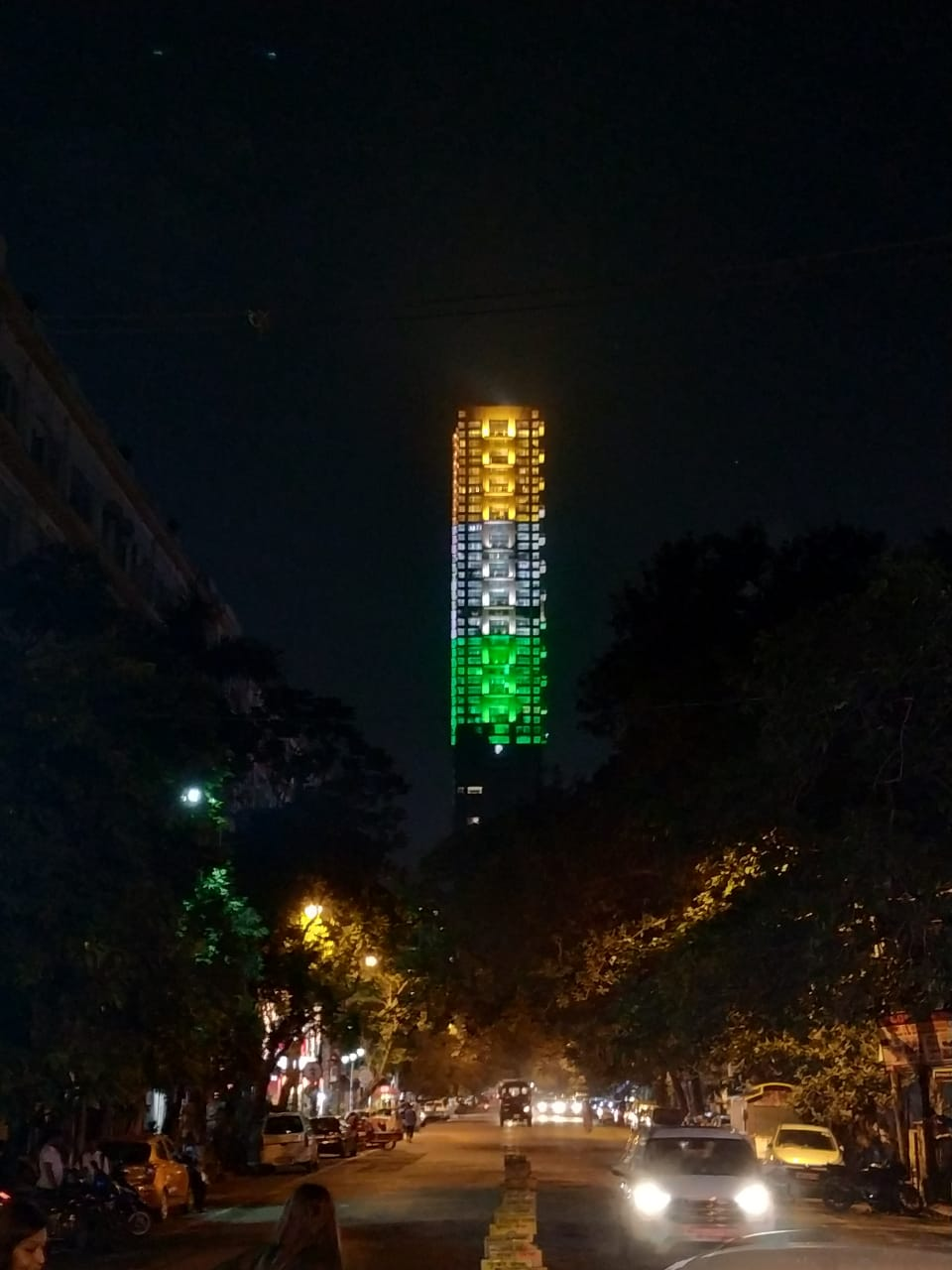
El edificio iluminado con los colores de la bandera de la India, con motivo del Día de la Independencia.